# (6263) Druckmüller
(6263) Druckmüller est un astéroïde de la ceinture principale aréocroiseur découvert en 1980.

## Description
(6263) Druckmüller a été découvert le 6 août 1980 à Kleť par Zdeňka Vávrová.

### Caractéristiques orbitales
L'orbite de cet astéroïde est caractérisée par un demi-grand axe de 2,19 UA, un périhélie de 1,67 UA, une excentricité de 0,24 et une inclinaison de 2,23° par rapport à l'écliptique. Du fait de ces caractéristiques, à savoir un demi-grand axe inférieur à 3,2 UA et un périhélie compris entre 1,3 et 1,666 UA, il croise l'orbite de Mars et est classé, selon la JPL Small-Body Database, comme astéroïde aréocroiseur (aréo venant de Arès).

### Caractéristiques physiques
(6263) Druckmüller a une magnitude absolue (H) de 14,6 et un albédo estimé à 0,238.